# Amsterdamsche Football Club Ajax 2006-2007
Questa pagina raccoglie i dati riguardanti l'Amsterdamsche Football Club Ajax nelle competizioni ufficiali della stagione 2006-2007.

## Stagione
L'Ajax inizia la stagione vincendo 3-1 contro il PSV nella Johan Cruijff Schaal, ma viene eliminato nel terzo turno preliminare della Champions League dal Copenaghen (vittoria per 2-1 in Danimarca, ma sconfitta per 2-0 ad Amsterdam). Passa così in Coppa UEFA, alla quale si qualifica travolgendo lo Start nel playoff. Termina poi secondo nel girone, dietro all'Espanyol ma davanti a Zulte Waregem, Sparta Praga e Austria Vienna; il cammino termina però ai sedicesimi, dopo l'incontro col Werder Brema.
Sul fronte interno, invece, i Lancieri vincono la diciassettesima KNVB beker grazie alla vittoria in finale contro l'AZ Alkmaar ai calci di rigore. In campionato la squadra si classifica al secondo posto, ma come nella passata edizione ci sono i playoff: nuova qualificazione ai turni preliminari della prossima Champions League dopo le vittorie su Heerenveen e AZ.

## Organigramma societario
Fonte
Area direttiva
- Presidente:  John Jaakke.

Area tecnica
- Allenatore:  Henk ten Cate
- Allenatore in seconda:  Hennie Spijkerman.

## Rosa

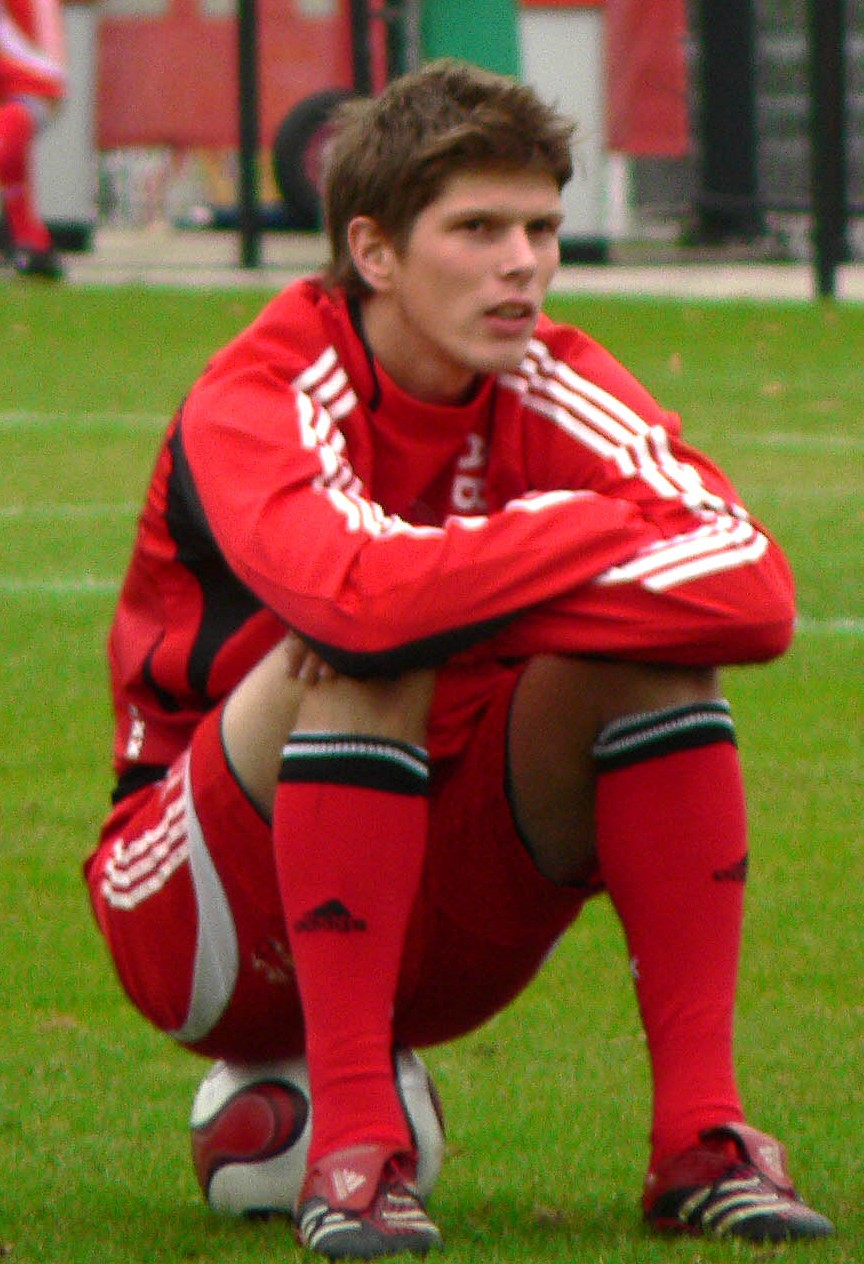
Klaas-Jan Huntelaar, miglior marcatore stagionale.

| N. |                        | Ruolo | Calciatore           |
| -- | ---------------------- | ----- | -------------------- |
| 1  | Paesi Bassi (bandiera) | P     | Maarten Stekelenburg |
| 2  | Paesi Bassi (bandiera) | D     | John Heitinga        |
| 3  | Paesi Bassi (bandiera) | D     | Jaap Stam            |
| 4  | Belgio (bandiera)      | D     | Thomas Vermaelen     |
| 5  | Paesi Bassi (bandiera) | C     | Urby Emanuelson      |
| 6  | Paesi Bassi (bandiera) | C     | Hedwiges Maduro      |
| 7  | Argentina (bandiera)   | A     | Mauro Rosales        |
| 8  | Paesi Bassi (bandiera) | A     | Ryan Babel           |
| 9  | Paesi Bassi (bandiera) | A     | Klaas-Jan Huntelaar  |
| 10 | Paesi Bassi (bandiera) | C     | Wesley Sneijder      |
| 11 | Danimarca (bandiera)   | C     | Kenneth Perez        |
| 12 | Paesi Bassi (bandiera) | P     | Kenneth Vermeer      |
| 13 | Paesi Bassi (bandiera) | C     | Edgar Davids         |
| 14 | Spagna (bandiera)      | C     | Roger                |
| 15 | Paesi Bassi (bandiera) | C     | Olaf Lindenbergh     |
| 16 | Belgio (bandiera)      | C     | Tom De Mul           |
| 17 | Danimarca (bandiera)   | C     | Michael Krohn-Dehli  |
| 18 | Spagna (bandiera)      | C     | Gabri                |

| N. |                        | Ruolo | Calciatore           |
| -- | ---------------------- | ----- | -------------------- |
| 19 | Svezia (bandiera)      | A     | Markus Rosenberg     |
| 20 | Romania (bandiera)     | D     | George Ogăraru       |
| 21 | Romania (bandiera)     | C     | Nicolae Mitea        |
| 22 | Rep. Ceca (bandiera)   | D     | Zdeněk Grygera       |
| 23 | Ghana (bandiera)       | D     | Emmanuel Boakye      |
| 23 | Brasile (bandiera)     | C     | Leonardo             |
| 24 | Paesi Bassi (bandiera) | D     | Robbert Schilder     |
| 25 | Ghana (bandiera)       | C     | Jeffrey Sarpong      |
| 26 | Armenia (bandiera)     | C     | Ēdgar Manowčaryan    |
| 28 | Belgio (bandiera)      | D     | Jan Vertonghen       |
| 29 | Paesi Bassi (bandiera) | A     | Rydell Poepon        |
| 30 | Paesi Bassi (bandiera) | P     | Dennis Gentenaar     |
| 32 | Paesi Bassi (bandiera) | P     | Marco van Duin       |
| 33 | Paesi Bassi (bandiera) | C     | Vurnon Anita         |
| 35 | Paesi Bassi (bandiera) | D     | Gregory van der Wiel |
| 36 | Paesi Bassi (bandiera) | C     | Mitchell Donald      |
| 37 | Paesi Bassi (bandiera) | C     | Donovan Slijngard    |

## Statistiche

### Statistiche di squadra
| Competizione            | Punti | Totale | Totale | Totale | Totale | Totale | Totale |
| Competizione            | Punti | G      | V      | N      | P      | Gf     | Gs     |
| ----------------------- | ----- | ------ | ------ | ------ | ------ | ------ | ------ |
| Eredivisie              | 75    | 34     | 23     | 6      | 5      | 84     | 35     |
| Playoff dell'Eredivisie | -     | 4      | 2      | 0      | 2      | 8      | 3      |
| KNVB beker              | -     | 6      | 6      | 0      | 0      | 17     | 4      |
| Johan Cruijff Schaal    | -     | 1      | 1      | 0      | 0      | 3      | 1      |
| UEFA Champions League   | -     | 2      | 1      | 0      | 1      | 2      | 3      |
| Coppa UEFA              | 7     | 8      | 5      | 1      | 2      | 18     | 8      |
| Totale                  |       | 55     | 38     | 7      | 10     | 132    | 54     |